# Jesús Valdez
Jesús Alexander Valdez Mejía (nacido en San Cristóbal, República Dominicana, el 2 de noviembre de 1984) es un beisbolista profesional dominicano. Actualmente juega en la liga mexicana del pacífico para el equipo Venados De Mazatlán.

## Carrera en el Béisbol

### 2016
Fue el mejor bateador con la Selección de béisbol de Colombia en las clasificatorias para el Clásico Mundial de Béisbol 2017 disputadas en Ciudad de Panamá, disputó los 3 juegos donde anotó 3 carreras, 5 hits, 1 carrera impulsada y un promedio de bateo .455 AVG ayudando así a su equipo llegar a su primer Clásico Mundial.

### 2017
Valdez fue seleccionado para la lista de La Selección de béisbol de Colombia en el Clásico Mundial de Béisbol 2017. Disputó los tres juegos con 12 turnos al bate anotó 1 carrera, 1 hit y 1 doble.

## Logros
- Liga Colombiana de Béisbol Profesional:
  - Campeón (2): 2012/13 y 2013/14 con Caimanes de Barranquilla y Tigres de Cartagena
  - Subcampeón: 2006/07 con Caimanes de Barranquilla
  - Jugador más valioso: 2013/14 con Tigres de Cartagena
  - Jugador más valioso de la final: 2012/13 con Caimanes de Barranquilla